# Albert Tessier
Albert Tessier (6 de março de 1895 – Trois-Rivières, 13 de setembro de 1976) foi um cinegrafista francófono canadense.
Nasceu em Sainte-Anne-de-la-Pérade, Mauricie.
Prix Albert-Tessier tem este nome em sua homenagem.

## Filmes
- Arbres et bêtes, 1942-1943
- Artisanat familial, 1939-1942
- Baie d'Hudson, 1950
- Bénissez le Seigneur, 1937
- Les Bourgault, 1940
- C'est l'aviron qui nous mène, 1942
- Cantique de la Création, 1942
- Cantique du soleil, 1935
- Centenaire, 1934
- Chutes de divers films d'Albert Tessier
- Congrès eucharistique trifluvien, 1941
- Conquête constructive, 1939
- Credo du paysan, 1942
- Dans le bois, 1925-1930
- Démonstrations religieuses trifluviennes, 1933-1936
- Des Trois-Rivières à la Rivière-au-Rat visite à La Pierre, 1941-1944
- La Mauricie, 1952
- Écoles de bonheur, 1954
- Écoles et écoliers, 1939-1940
- Écoles ménagères régionales, 1942
- Écoles ménagères régionales femmes dépareillées , 1942
- Femme forte, 1938
- Femmes dépareillées réalisation et commentaires, 1948
- La forêt bienfaisante, 1942-1943
- Gloire à l'eau, 1935-1950
- La Grande vie tonifiante de la forêt, 1942-1943
- Hommage à notre paysannerie, 1938
- L'Île-aux-Coudres, 1939
- L'Île-aux-Grues, terre de sérénité, 1939
- L'Île d'Orléans, reliquaire d'histoire, 1939
- L'Île fleurie, 1939
- Indiens de la Mauricie, 1936
- Ma famille, 1938
- Le Miracle du curé Chamberland, 1938
- Mont-Carmel, 1939
- Parki-parka, 1951
- La Pêche, 1937-1940
- Pot-pourri d'animaux, 1940-1950
- Pour aimer ton pays, 1942
- Quatre artistes canadiens, 1938-1948
- Ralliements ménagers, 1949-1951
- Rocheuses, 1950
- Tavibois, 1950
- Tourisme nautique, 1936
- Trois-Rivières, 1949
- Trois-Rivières, 1932
- Trois-Rivières, 1934
- Trois-Rivières sous la neige, 1937
- Un sport passionnant ; La chasse aux images, 1936-1942